# Lanceurs d'alerte en république populaire de Chine
Les lanceurs d'alertes de la république populaire de Chine sont légalement protégés par la constitution et des articles de loi autorisant les critiques et plaintes contre l’État et les fonctionnaires pour « violation de la loi ou négligence de ses devoirs ». Cependant, en pratique, le pays a incarcéré de nombreuses personnes considérées comme des lanceurs d'alerte, notamment lors de l'émergence du SARS-CoV-2. Le régime utilise le fait que « la fabrication ou la déformation des faits à des fins de diffamation ou de machination » soient passibles de poursuites pour justifier l'arrestation de lanceurs d'alerte pour désinformation (comme Li Wenliang). La pratique des arrestations arbitraires a également été observée dans le cadre de la pandémie de Covid-19 comme avec les arrestations de Fang Bin et Chen Qiushi.

## Cadre légal
Les Chine, comme dans de nombreux pays, les lanceurs d’alerte sont l’objet, dans un premier temps, de sanctions voir de poursuites judiciaires. Pourtant l’article 41 de la Constitution chinoise donne le « droit de critiquer et de faire des suggestions à tout organe ou fonctionnaire de l’État ». Il est aussi possible de porter plainte contre l’État et les fonctionnaires pour « violation de la loi ou négligence de ses devoirs ». Néanmoins, « la fabrication ou la déformation des faits à des fins de diffamation ou de machination » sont passibles de poursuites,.

## Attitude du gouvernement chinois vis-à-vis des lanceurs d'alertes
Le gouvernement chinois emploie une politique de répression et de censure des lanceurs d'alerte. Cette attitude est à l'origine de courants de pensées divergents parmi les chercheurs du pays. Des travaux de recherche issus d'universités chinoises critiquent les lanceurs d'alertes et leur reproche de privilégier la vérité même quand cela nuit à la société dans son ensemble et ainsi de privilégier leur intérêt personnel avant le bien-être collectif. En contradiction, une étude de 2016 appuyait la nécessité de mettre en œuvre une meilleure politique de protection des lanceurs d'alerte afin de mieux protéger ceux-ci et de combattre plus efficacement la corruption.
Malgré une protection légale garantie notamment par la constitution, le gouvernement commande fréquemment des arrestations arbitraires (comme avec les arrestations de Fang Bin et Chen Qiushi) et utilise le fait que « la fabrication ou la déformation des faits à des fins de diffamation ou de machination » soient passibles de poursuites pour justifier l'arrestation de lanceurs d'alerte pour désinformation (comme Li Wenliang).

## Révélations et réactions des autorités chinoises

### 1991:Laogai(camps de rééducation par le travail)

#### Révélations de Harry Wu

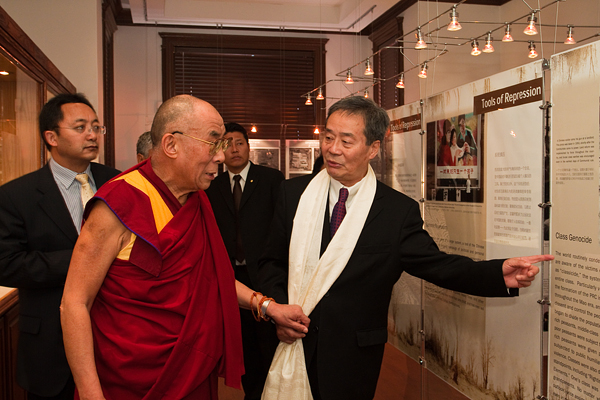
Harry Wu fait visiter le Laogai Museum de la Laogai Research Foundation au dalaï-lama en octobre 2009.

En 1991, Harry Wu, ex-détenu des camps de rééducation par le travail chinois (laogai) dans lesquels il a passé 19 ans, décide de retourner en Chine filmer clandestinement la réalité de ces camps de travaux forcés du régime communiste chinois. Les images sont à destination du magazine d'information américain 60 Minutes,. Diffusé le 15 septembre 1991, il remporta les Emmy Awards.

#### Réactions des autorités chinoises
Le régime chinois publie le 1er novembre 1991 son livre blanc, intitulé The Human Rights Situation in China ou il répond aux détracteurs de la pratique des travaux forcés (parmi lesquels figure Harry Wu).
En janvier 1995, Human Rights Watch/Asia et Human Rights in China présentent un document secret du bureau de la sécurité publique élaboré en mai 1994, donnant le nom de 49 personnes qui ne sont pas autorisées à pénétrer en Chine, Harry Wu en fait partie.
La Chine n'annonce qu'en décembre 2013, la fin de la politique des laogai. Toutefois selon le sinologue Jean-Luc Domenach, cette décision ne fut pas suivie de la fermeture des camps et le dispositif concentrationnaire perdure en 2017 avec 5 à 8 millions de prisonniers.

### 2003: Syndrome respiratoire aigu sévère

#### Révélation de Jiang Yanyong
En avril 2003, lors de la crise du SRAS, le médecin militaire Jiang Yanyong indique aux médias étrangers l'importance de l'épidémie en Chine alors que le régime chinois s'efforce de maintenir le secret sur ce problème de santé publique. Sa révélation provoque une crise politique : le ministre de la Santé et le maire de Pékin sont limogés. Les autorités sont contraintes de jouer provisoirement la transparence. Les médias libéraux le portent aux nues mais le Parti communiste chinois le met sous surveillance.

### 2014: corruption
Les  autorités chinoises luttent depuis plusieurs années contre la corruption notamment au sein du Parti communiste.

#### Xu Zhiyong
Le lanceur d'alerte Xu Zhiyong s'élève contre la corruption et demande une transparence du patrimoine des hauts fonctionnaires. Arrêté en juillet 2013 il est condamné à quatre ans de prison,.

#### Analyse
En 2014, l'ONGI Transparency International, ayant essentiellement vocation de lutter contre la corruption des gouvernements et institutions gouvernementales mondiales, indique :« La Chine (…) doit fournir un meilleur accès à l’information et créer des protections plus grandes pour les dénonciateurs qu’elle ne l’a fait jusqu’à présent dans sa législation ».

### 2019: camps d'internements du Xinjiang

#### Révélations
En novembre 2019, un lanceur d’alerte chinois fais parvenir au New York Times, des documents officiels chinois concernant la répression envers les Ouïghours dans la province du Xinjiang. Les Xinjiang Papers sont décrits comme « les plus importantes fuites de documents gouvernementaux à l'intérieur du parti communiste au pouvoir en Chine depuis des décennies ». Ils sont composés de « 96 pages de discours inédits du président Xi Jinping, de 102 pages de discours de cadres du parti, 161 pages de directives et de rapports sur la surveillance des citoyens et 44 pages d’enquêtes internes ». Xi Jinping y appelle personnellement les cadres du parti à «lutter contre le terrorisme, l’infiltration et le séparatisme» en utilisant les «outils de la dictature» et en ne montrant «absolument aucune pitié».

#### Réaction de la Chine
L'auteur des révélations n'est pas connu, le New York Times indique simplement que sa source est « à l'intérieur du Parti communiste chinois ». La pérennité de son anonymat et les éventuelles conséquences ne sont pas connues.

### 2020: pandémie de Covid-19

#### Cas de Li Wenliang

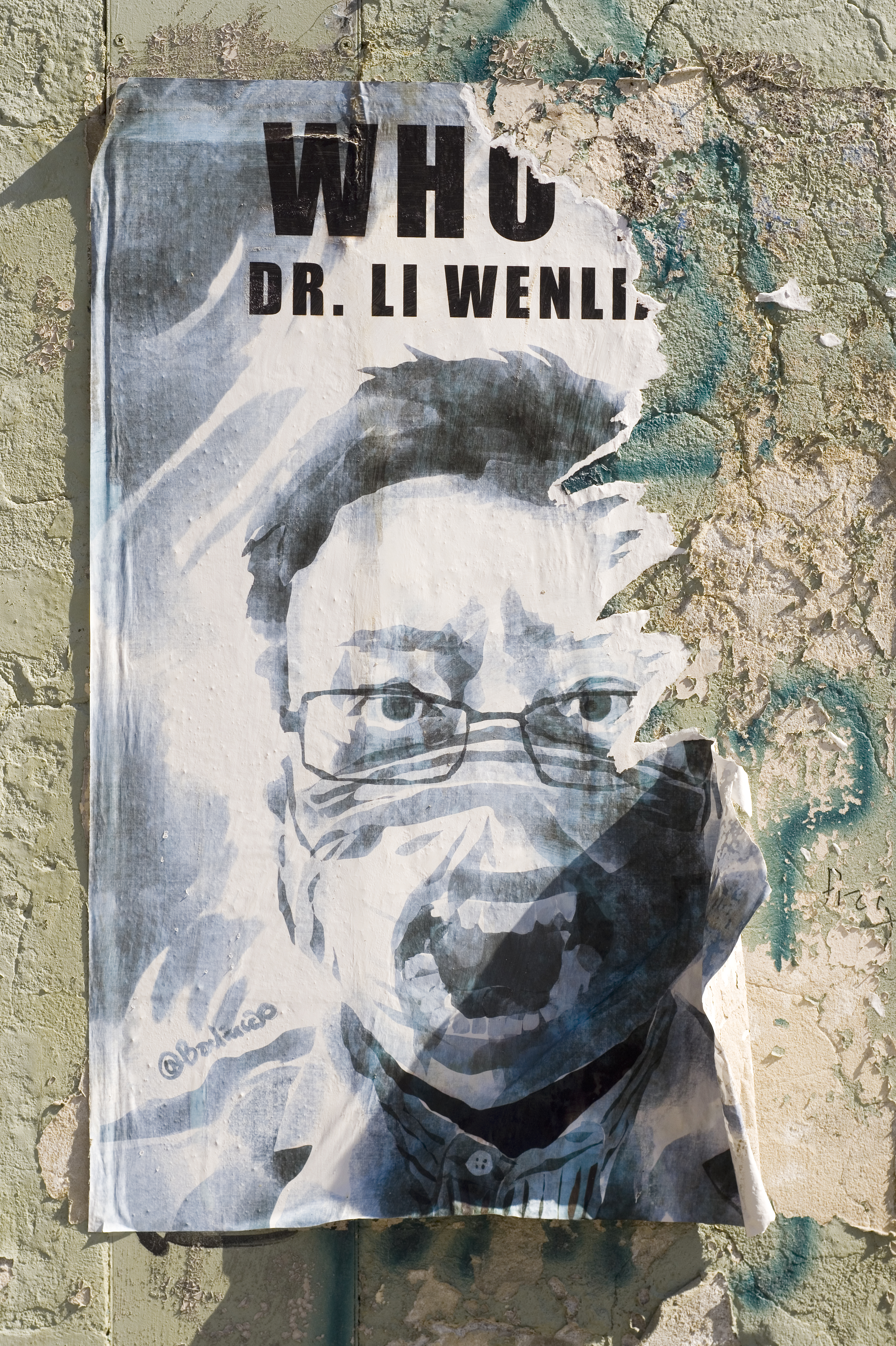
Affiche de Li Wenliang

À la fin de l’année 2019, Li Wenliang, avec sept autres confrères médecins, a essayé d'alerter les autorités chinoises sur une éventuelle épidémie de type SRAS. Il prend connaissance le 30 décembre 2019 d'un rapport de patient qui montre un résultat positif avec un intervalle de confiance élevé pour les tests de dépistage du coronavirus du SRAS. Li Wenliang est accusé de répandre des fausses rumeurs.

#### Réactions de Xi Jinping
Le président Xi Jinping est déterminé à maintenir la « stabilité sociale ». Il demande le 3 février 2020 de « sévir contre ceux qui profitent de (l'épidémie) pour lancer des rumeurs » et de « renforcer (...) son contrôle des médias en ligne ». Les critiques envers les cadres communistes du Hubei n’ont pas été censurées sur les réseaux sociaux, ceux-ci ont été limogés. Par contre les demandes d’une plus grande liberté d’expression ont disparu. Le 21 février, le ministère de la Sécurité publique annonce 5 111 cas « de fabrication et de diffusion intentionnelle de fausses nouvelles nuisibles » qui ont nécessité l’intervention de la police.

#### Citoyens journalistes
Au début de l'année 2020, l'épidémie de COVID-19 frappe la Chine et plusieurs citoyens journalistes tentent d'informer sur la situation. Au cours du mois de février 2020, Chen Qiushi, Fang Bin et Li Zehua, tous trois lanceurs d'alertes, citoyens journalistes et contradicteurs de terrain de la version officielle de gestion de la crise par le régime chinois sont arrêtés et disparaissent.
Le 6 février 2020, une semaine après sa vidéo polémique du 30 janvier, Chen annonce à sa famille qu'il compte se rendre dans un des hôpitaux temporaires de Wuhan. Il disparaît dans la soirée. À partir de 19 heures, aucune des tentatives de contact de ses proches n'aboutit,. Dans les jours qui suivent, sa famille est prévenue par la police qu'il a été mis en quarantaine forcée, il ne présente pourtant à ce moment aucun symptôme au dire d'un de ses proches.
Le 9 février, Fang Bin et le 26 février Li Zehua, deux autres citoyens journalistes lanceurs d'alertes sur la situation à Wuhan disparaissent également. Après deux mois d'emprisonnement, Li Zehua est finalement libéré le 22 avril 2020. Le 30 avril 2023, Associated Press dévoile la libération de Fang Bin, condamné à trois ans de prison lors d'un procès secret tenu à Wuhan,. Chen Qiushi est toujours porté disparu.
Le 13 mai 2020, Zhang Zhan est arrêtée. Disparue pendant un mois après son interpellation, elle est détenue et aurait été torturée pour avoir enquêté sur la gestion chinoise de la pandémie de Covid-19 et l'Institut de Virologie de Wuhan,.En  décembre 2020, elle est condamnée à quatre ans de prison. L'Union européenne demande à la république populaire de Chine sa libération immédiate .